# Fabresema elisabethae
Fabresema elisabethae là một loài bướm đêm thuộc phân họ Arctiinae, họ Erebidae.